# Osvaldo Fresedo

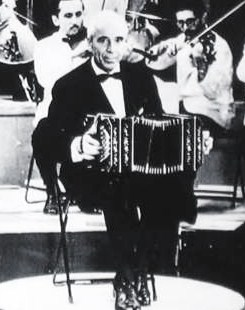
Osvaldo Fresedo

Osvaldo Fresedo (Buenos Aires, 5 de maio de 1897 — Buenos Aires, 18 de novembro de 1984) foi um compositor, diretor de orquestra e bandoneonista argentino. Foi um dos maiores nomes do tango em todas as épocas.
Começou a se apresentar com o seu bandoneón em 1913. No mesmo ano compôs seu primeiro tango:, El espiante. Logo foi apelidado de El Pibe de La Paternal (o garoto de La Paternal). La Paternal era o bairro portenho de onde veio Fresedo.
Formou diversos conjuntos até 1919, quando seguiu para os Estados Unidos da América, onde gravou alguns discos para a RCA, juntamente com Juan Carlos Cobián, Tito Rocagliata e Enrique Delfino.
Em 1924 começou a trabalhar em sua própria orquestra. Foi o precursor do uso do violoncelo, da harpa, da bateria e do vibrafone nos conjuntos populares do tango.

## Composições
- Rosarina linda
- Muchachita del Montmartre
- Perdón Viejita
- Pimienta
- Vida mía
- Sollozos